# Comisión de Seguridad Nuclear Canadiense

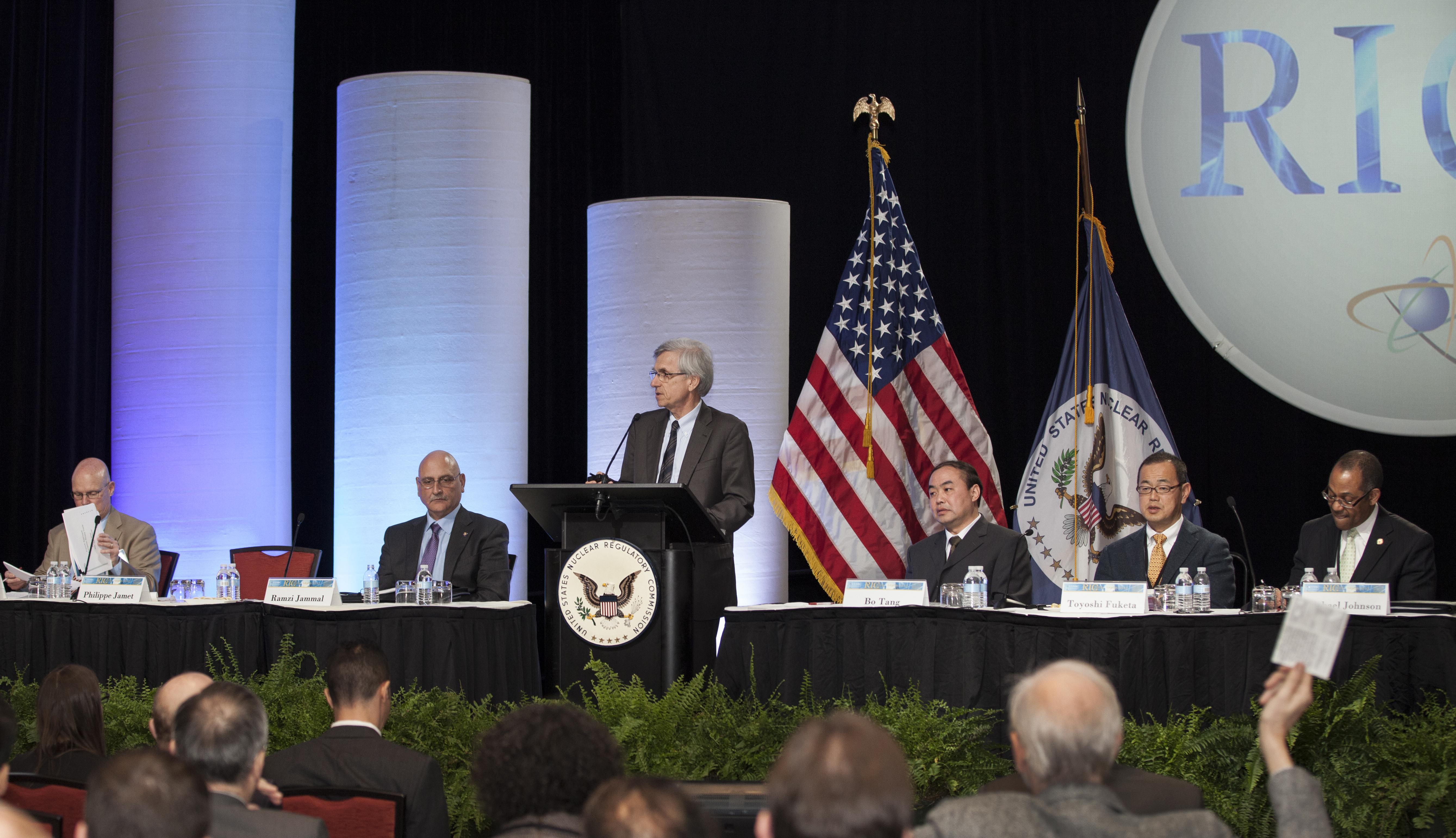
La 27ª Conferencia Anual de Información Regulatoria, se llevó a cabo una discusión técnica sobre la implementación de lecciones aprendidas del accidente de Fukushima.

La Comisión Canadiense de Seguridad Nuclear (CCSN) regula el uso de la energía y los materiales nucleares para proteger la salud y seguridad de los canadienses y el medio ambiente; y para poner en práctica los compromisos internacionales de Canadá con respecto al uso pacífico de la energía nuclear.
En virtud de la Ley sobre la seguridad y la reglamentación nucleares, el mandato de la CCSN implica cuatro áreas principales: 
- la reglamentación del desarrollo, la producción y el uso de la energía nuclear en Canadá para proteger la salud, la seguridad y el medio ambiente.
- la reglamentación de la producción, la posesión, la utilización y el transporte de sustancias nucleares, y la producción, posesión y utilización del equipo y la información requeridos.
- la implementación de medidas relativas al control internacional del desarrollo, producción, transporte y uso de la energía y las sustancias nucleares, incluidas las medidas relativas a la no proliferación de armas nucleares y dispositivos explosivos nucleares.
- la difusión de información científica, técnica y reglamentaria con respecto a las actividades de la CCSN, y los efectos sobre el medio ambiente, la salud y la seguridad de las personas, del desarrollo, la producción, la posesión, el transporte y el uso de las sustancias nucleares.

En 2011, la CCSN marcó su 65º aniversario como organismo de reglamentación nuclear independiente de Canadá.

## Historia
La CCSN fue establecida en 2000 en virtud de la Ley sobre la seguridad y la reglamentación nucleares e informa al Parlamento a través del Ministro de Recursos Naturales. La CCSN fue creada para sustituir a la antigua Comisión de Control de la Energía Atómica (CCEA), que fue fundada en 1946. 
La historia de la energía nuclear de Canadá es una historia convincente de investigación industrial y médica, extracción de uranio y radio y desarrollo de centrales nucleares. Se trata de la historia de las personas implicadas en estas actividades nucleares y en el desarrollo de la utilización segura de las sustancias nucleares. Es también la historia de muchas “primicias” para Canadá en el mundo.
Para un recorrido interactivo en línea por la historia de la energía nuclear de Canadá, visite  Cronología histórica de la CCSN.

## Comisión independiente
La Comisión es un tribunal administrativo independiente del gobierno sin vínculos con la industria nuclear. 
La Comisión de la CCSN tiene hasta siete miembros permanentes que son nombrados por el Gobernador en Consejo basándose en sus cualificaciones y experiencia. Los miembros son nombrados de forma permanente para trabajar a medio tiempo, lo cual significa que tienen también puestos de trabajo individuales. Asimismo pueden nombrarse miembros temporales para la Comisión. 
El Presidente de la Comisión es nombrado para desempeñar un cargo como miembro de la Comisión y también es designado por el Gobernador en Consejo para ejercer las funciones de Presidente, un puesto que no es de medio tiempo sino de tiempo completo. 
La Comisión está apoyada por más de 800 empleados científicos, técnicos y profesionales. Estos empleados examinan las solicitudes de licencias de conformidad con los requisitos reglamentarios, hacen recomendaciones a la Comisión y exigen el cumplimento de la Ley sobre la seguridad y la reglamentación nucleares, los reglamentos y las condiciones de las licencias impuestas por la Comisión.
La Comisión toma sus decisiones de forma transparente, orientada por reglas de procedimiento claras. Las partes interesadas y los miembros del público pueden ser escuchados en las Audiencias públicas de la Comisión que son transmitidas en directo por Internet y con frecuencia se celebran en comunidades con instalaciones para hacerlas lo más accesibles posible a los residentes locales.
La Comisión da razones abundantes de sus decisiones, las cuales se basan en información que incluye las aportaciones del público, así como las recomendaciones del personal experto de la CCSN. Las decisiones, las actas de las audiencias, los archivos de las transmisiones por web y otra documentación están a disposición del público en el sitio Web de la CCSN, en Facebook y en YouTube.

## Instalaciones y actividades reglamentadas
Canadá es uno de los varios países que reglamentan el proceso completo del ciclo de vida de las instalaciones nucleares, desde la producción de combustible hasta la generación de energía. Este incluye las minas y fábricas de concentrados de uranio, el tratamiento de uranio y la fabricación de combustible, los reactores de investigación, las centrales nucleares, el tratamiento de sustancias nucleares, las sustancias nucleares y los dispositivos de radiación, y los residuos radioactivos de Canadá.
La CCSN también garantiza que existan medidas de seguridad adecuadas, así como que se proteja la salud de los trabajadores del sector nuclear. Con este fin la CCSN reglamenta el envasado y transporte de sustancias nucleares y certifica al personal clave relacionado con la seguridad. 

## Protección del medio ambiente
La protección del medio ambiente es una parte importante del trabajo de la CCSN. Durante el proceso de examen de solicitud de la licencia, la CCSN determina si es preciso realizar una evaluación ambiental para un proyecto propuesto. Las evaluaciones ambientales se utilizan para predecir los efectos de las iniciativas propuestas sobre el medio ambiente antes de llevarlas a cabo.
Posteriormente la CCSN trabaja con los solicitantes a lo largo del proceso de evaluación ambiental. Para que un proyecto prosiga, la CCSN debe estar satisfecha de que el proyecto no perjudicará indebidamente al medio ambiente del cual dependen todas las formas de vida, teniendo en cuenta las necesidades de las generaciones actuales y futuras.

## Panorama internacional
Canadá fue el primer país con una capacidad nuclear importante en rechazar las armas nucleares, y está implicado activamente en la promoción internacional del uso pacífico de la energía nuclear. 
La CCSN es responsable de la implementación de las obligaciones internacionales de Canadá en materia de seguridad, salvaguardias y no proliferación nuclear, en colaboración con el Ministerio de Asuntos Exteriores y Comercio Internacional de Canadá.
La CCSN ha asumido la responsabilidad de implementar los compromisos internacionales de Canadá sobre el uso pacífico de la energía nuclear desde la aprobación de la Ley sobre el control de la energía atómica en 1946. Las obligaciones de Canadá en materia de seguridad, salvaguardias y no proliferación nuclear constituyen los elementos clave de la política de no proliferación nuclear de Canadá.
Para obtener más información sobre los acuerdos internacionales de Canadá en materia de seguridad, consulte los siguientes enlaces:
- No proliferación nuclear[16]
- Verificación de materiales nucleares (Salvaguardias)[17]
- Comités y grupos internacionales[18]
- Cooperación bilateral[19]
- Servicio internacional de examen de la reglamentación[20]

Lea los informes y documentos de referencia internacionales

## Recursos educativos
- CCSN en línea[22]
- CCSN 101[23]
- Recursos educativos[24]